# آی‌سی‌آراف ۱۹۳
آی‌سی‌آراف ۱۹۳ (به انگلیسی: ICRF 193) با فرمول شیمیایی C۱۲H۱۸N۴O۴ یک ترکیب شیمیایی با شناسه پاب‌کم ۱۱۵۱۵۰ است. که جرم مولی آن ۲۸۲٫۳ g/mol می‌باشد. 